# 井出正直
井出 正直（いで まさなお）は、戦国時代の武将。

## 出自
井出正直は、駿河国富士郡井出郷を本拠とする、井出氏の人物。
『寛政重修諸家譜』巻第千百（以下『寛政譜』）によると、藤原為憲の後裔である二階堂左衛門尉政重が井出郷に住み、子の藤九郎政種の代で井出氏を名乗ったという。正直はその末孫であるという。

## 略歴
『寛永諸家系図伝』には、正直について以下のようにある。
今川氏真に仕え三浦土佐守に属す。駿河侵攻時に北条氏政が氏真を救援した際は武田軍を相手に戦功を上げ、氏政から感状を授かる。その後武田信玄が再び侵攻した際の大宮城の戦いにおいて、神田橋で討死したという。
『寛政譜』には以下のようにある。今川義元および氏真に仕え、永禄5年（1562年）7月の遠江国嵩山城攻めにおいて戦功があり、氏真感状を与えられる。駿河侵攻時には子の正次と共に軍功をあげ、父子共に北条氏政より感状を与えられる。その後、大宮城の戦いにおいて討死を遂げる。
実際に上の事項に関わる古文書が残る。今川氏に降り掛かった遠州忩劇の最中の永禄5年（1562年）7月、今川方が三河国堂山の地を奪う際に正直は奔走し、成果を上げている。
その後の武田氏による駿河侵攻の際、井出氏は今川方となり武田方と対立する立場を取る。今川氏の凋落により北条氏が駿河国入りし武田氏と対立する段階となると、井出氏は北条方へ与することとなる。永禄12年（1569年）3月には北条氏政より同月の上野地での戦功を賞されている。